# Olene Walker
Olene Walker (nascida Smith; 15 de novembro de 1930 – 28 de novembro de 2015) foi uma política americana e a 15ª governadora do Utah. Foi empossada no dia 5 de novembro de 2004, pouco antes de seu aniversário de 74 anos, sendo a primeira governadora mulher do Utah. Era um membro do Partido Republicano.

## Infância e formação
Walker foi registrada Olene Smith em Ogden, Utah em 1930, filha de Thomas Ole e Nina (nascida Hadley) Smith. Fez seu Ensino Médio na Weber High School. Walker formou-se bacharel, mestre e doutora na Brigham Young University, Stanford University, e a Universidade de Utah, respectivamente 

## Carreira política
A bagagem política de Walker inclui oito anos na legislatura estadual, também como articuladora (Majority Whip). Foi a quarta suplente do governo de Utah por dez anos antes de tornar-se governadora. Fundou e dirigiu a Salt Lake Education Foundation. Foi diretora da Utah Division of Community Development. Presidiu a Commission on Criminal and Juvenile Justice, o Utah State Housing Coordinating Committee, o Governor's Commission on Child Care, e a National Conference of Lieutenant Governors.
Ela assumiu o governo de Utah após o governador anterior, Mike Leavitt, ser indicado pelo presidente George W. Bush para liderar a Agência de Proteção Ambiental em 2003.  Walker exerceu o cargo até o fim do mandato de Leavitt em 3 de janeiro de 2005.
Pouco depois de se tornar governadora, ela selecionou o deputado Gayle McKeachnie para ser seu vice-governador. Olene Walker foi a primeira governadora mulher americana a ser empossada por uma Chefe de Justiça da Suprema Corte Estadual que também era mulher, Christine M. Durham.
Com uma manobra que causou controvérsia no estado, o Partido Republicano do Utah, em sua convenção de 8 de maio de 2004, decidiu excluir Walker da votação para as primárias do partido, que aconteceu em 22 de junho de 2004. Em seu lugar, escolheu Jon Huntsman, Jr. e Nolan Karras como os dois candidatos do Partido Republicano para o governo do Estado de Utah.
Huntsman venceu as primárias com mais de 66% dos votos, eliminando qualquer possibilidade de Olene Walker ser candidata às eleições de 2004. Os delegados da convenção defenderam sua escolha afirmando que já haviam prometido seu voto a outros candidatos, porque Walker havia exercido o cargo de governadora apenas por seis meses antes da convenção.

## O Instituto Olene S. Walker de Política e Serviço Público
Em 2012, Walker criou o Instituto Olene S. Walker de Política e Serviço Público para cultivar entre alunos da Weber State University, além da comunidade local, os ideais de serviço público e engajamento político que a motivaram ao longo de sua carreira de décadas na política do Utah. A instituição coordena estágios para alunos da Weber State University, organiza fóruns e debates em questões de políticas públicas, além de oferecer workshops de liderança e engajamento cidadão para a comunidade. 

## Vida pessoal e morte
Ela foi casada com Myron Walker, com quem teve sete filhos e vinte e cinco netos. Walker era mórmon. Ela e seu marido foram missionários de assuntos internacionais da Igreja de Jesus Cristo dos Santos dos Últimos Dias em Nova York. Na primavera de 2010, ela presidiu a conferência de Bloomington da igreja, no sul de St. George, Utah.
Olene Walker morreu de causas naturais no dia 28 de novembro de 2015 aos 85 anos.

## Legado
O estado de Utah controla o Fundo de Crédito Imobiliário Olene Walker, que procura fornecer moradia acessível, proteger inquilinos de senhorios exploradores e buscar outras formas de apresentar boas opções de moradias para a população de baixa renda do estado.
Em maio de 2010, o Utah County Democratic Party deu a Walker seu primeiro prêmio por serviços eminentes.